# Архиепархия Бужумбуры
Архиепархия Бужумбуры (лат. Arcidioecesis Buiumburaensis) — архиепархия Римско-Католической церкви с центром в городе Бужумбура, Бурунди. В митрополию Бужумбуры входят епархии Бубанзы, Бурури. Кафедральным собором архиепархии Бужумбуры является церковь Пресвятой Девы Марии.

## История
11 июня 1959 года Римский папа Иоанн XXIII издал буллу Cum sacrum, которой учредил апостольский викариат Усумбуры, выделив его из апостольских викариатов Китеги (сегодня — Архиепархия Гитеги) и Нгози (сегодня — Епархия Нгози).
10 ноября 1959 года Римский папа Иоанн XXIII выпустил буллу Cum parvulum, которой преобразовал апостольский викариат Усумбуры в епархию.
9 октября 1964 года епархия Усумбуры была переименована в епархию Бужумбуры.
7 июня 1980 года епархия Бужумбуры передала часть своей территории для возведения новой епархии Бубанзы.
25 ноября 2006 года епархия Бужумбуры была возведена в ранг архиепархии.

## Ординарии архиепархии
- епископ Мишель Нтуяхага (11.06.1959 — 14.11.1988);
- епископ Симон Нтамвана (14.11.1988 — 24.01.1997) — назначен архиепископом Гитеги;
- архиепископ Эварист Нгоягойе (21.04.1997 — по настоящее время).

## Источник
- Annuario Pontificio, Libreria Editrice Vaticana, Città del Vaticano, 2003, ISBN 88-209-7422-3
- Булла Cum sacrum Архивная копия от 3 марта 2013 на Wayback Machine, AAS 51 (1959), стр. 886  (лат.)
- Булла Cum parvulum Архивная копия от 9 апреля 2016 на Wayback Machine, AAS 52 (1960), стр. 372  (лат.)